# Заливанщинська сільська рада
| Заливанщинська сільська рада — орган місцевого самоврядування у Калинівському районі Вінницької області з адміністративним центром у с. Заливанщина. Сільській раді підпорядковані населені пункти: - с. Заливанщина - с. Весела - с-ще Первомайське |

## Склад ради
Рада складається з 16 депутатів та голови.

## Керівний склад сільської ради
| ПІБ                       | Основні відомості                                                    | Дата обрання | Дата звільнення |
| ------------------------- | -------------------------------------------------------------------- | ------------ | --------------- |
| Кравчук Наталя Семенівна  | Сільський голова, 1970 року народження, освіта, член народної партії | 26.03.2006   | 31.10.2010      |
| Кравчук Наталія Семенівна | Сільський голова, 1970 року народження, освіта вища, позапартійна    | 31.10.2010   |                 |

Примітка: таблиця складена за даними джерела